# Ghost work
Ghost work ist eine Arbeit, die von einem Menschen ausgeführt wird, von der der Kunde aber glaubt, dass sie von einem automatisierten Prozess erledigt wird. Der Begriff wurde von der Anthropologin Mary L. Gray und dem Informatiker Siddharth Suri in ihrem 2019 erschienenen Buch „Ghost Work: How to Stop Silicon Valley from Building a New Global Underclass“ geprägt.

## Definition
Gray und Suri geben an, dass sich die Arbeit von Ghost auf aufgaben- und inhaltsbezogene Arbeit konzentriert, die über das Internet und Anwendungsprogrammierschnittstellen (APIs) abgewickelt werden kann. Sie sagen, dass diese Arbeit die Kennzeichnung, Bearbeitung und Sortierung von Informationen oder Inhalten sowie die Moderation von Inhalten umfassen kann.
Sie weisen auch darauf hin, dass Ghostwork aus der Ferne und auf Vertragsbasis ausgeführt werden kann und dass es sich um eine unsichtbare Arbeitskraft handelt, die für diejenigen skaliert wird, die Vollzeit-, Teilzeit- oder Ad-hoc-Arbeit wünschen. Ein Vorteil der Geisterarbeit sind die flexiblen Arbeitszeiten, denn der Arbeitnehmer kann selbst entscheiden, wann er eine Aufgabe erledigt, was sie zu einer attraktiven Option für Menschen macht, die zwischen zwei Jobs stehen oder einen Nebenjob brauchen.
Ghostwork unterscheidet sich von Gigwork oder Zeitarbeit, weil sie aufgabenbezogen und nicht anrechenbar ist. Während es bei der Gig-Arbeit um eine allgemeine Plattform geht, liegt der Schwerpunkt bei der Ghost-Arbeit auf dem Software- oder Algorithmus-Aspekt, der Maschinen bei der weiteren Automatisierung unterstützt. Durch die Kennzeichnung von Inhalten bringen Ghostworker der Maschine das Lernen bei. Ghostworker bei Amazon haben Wege gefunden, sich gegenseitig zu helfen und sich selbst zu organisieren, oft über  WhatsApp Gruppen, in denen sie sich für Änderungen auf der Plattform einsetzen.

## Konsumententäuschung
Laut Lilly Irani, einer außerordentlichen Professorin für Arbeit an der Universität von Kalifornien, San Diego, sind die Welt der Informatik und Tech-Unternehmen darauf bedacht, das Bild der technologischen Magie zu erzeugen. Sie sagt, dass MTurk die Menschen, die an der Produktion beteiligt sind, verbirgt, deren Sichtbarkeit sonst diese positive Wahrnehmung behindern könnte. Sie ist der Ansicht, dass diese Wahrnehmung nicht nur auf das öffentliche Image des Unternehmens abzielt, sondern auch auf die Investoren, die wesentlich eher Unternehmen unterstützen, die auf skalierbarer Technologie aufbauen, als auf schwerfällige Arbeitskräfte, die Büroräume und Mindestlöhne fordern. Darüber hinaus ist sie der Meinung, dass diese Arbeitskräfte eine Zwischenlösung sind, bis eine bessere KI die Notwendigkeit verringert, solche Aufgaben von Menschen erledigen zu lassen. Trotz dieser Überzeugung zeigt der Markt für Geisterarbeit keine offensichtlichen Anzeichen eines Rückgangs. Es gibt zwar einige Nachteile, aber die Ghostwork-Branche wird in den kommenden Jahren möglicherweise noch weiter wachsen.